# عدد ممركز عشاري

عدد ممركز عشاري.

العدد الممركز العشاري هو عدد ممركز مضلع يمثل مضلع عشاري له نقطة مركزية وجميع النقاط في الطبقات المحيطة تتوزع على طبقات لها عشرة أضلاع.
تعطى صيغة العدد الممركز العشاري للطبقة n على الشكل التالي:
{\displaystyle (5(n^{2}-n))+1}
وبالتالي تكون الأعداد الأولى هي:
1 - 11 - 31 - 61 - 101 - 151 - - 211 - 281 - 361 - 451 - 551 - 661 - 781 - 911 ...